# Битка при Страсбург
Битката при Страсбург се състои през 357 г. между римската армия под командването на император Юлиан и Алеманите предвождани от Кнодомар. Сражението се провежда в близост до Страсбург (Франция), записан като „Аргенторатум“ от Амиан Марцелин в „Tabula Peutingeriana“.
Въпреки численото превъзходство на алеманите, след тежка и продължителна битка победители са римляните, чиито загуби са незначителни. Алеманите са изтласкани отвъд Рейн, понасяйки тежко поражение. Много от войниците докато отстъпват се давят пресичайки реката.
Битката е кулминацията в похода на Юлиан (355 – 357) против германското нашествие в Галия. След победата си императоът се заема с възстановяването на отбранителната линия от укрепления по поречието на Рейн, която е до голяма степен разрушена по време на римската гражданска война през 350 – 353 г.